# Auguets
Auguets o Huguets és una masia de Pinell de Solsonès (Solsonès). Es tenen referències en les diferent denominacions: Huguets (segle xvi), Huguets (1803), Euguets (1810). Forma part de l'Inventari del Patrimoni Arquitectònic de Catalunya.
Està situada a 660 m d'altitud S'hi accedeix a través d'una asfaltada en bon estat.

## Descripció
És una masia de grans dimensions que consta de diferents cossos. Consta de planta baixa, un pis i golfes i la teulada és a doble vessant amb el carener paral·lel a la façana principal. La planta baixa està coberta amb volta d'aresta i el primer pis amb volta de canó rebaixada amb llunetes. L'habitació és una sala dividida en alcoves i la porta d'aquestes està decorada amb una volta polilobulada de guix.
A la façana principal s'obre la porta d'entrada, de grans dimensions i forma rectangular, i una finestra al primer pis amb l'ampit de pedra motllurat. A la façana sud, a la primera planta, hi ha una galeria, tapiada, formada per quatre arcs de mig punt.
Al costat de la masia es troba la capella. La connexió des de l'edifici al cor de l'església es realitza per mitjà d'una galeria porticada de dos pisos. La capella és d'una nau coberta amb volta de canó amb llunetes que comença des d'una cornisa de guix molt decorada. L'absis és pla, està cobert amb una gran petxina i la transició a la part inferior que és quadrangular es fa mitjançant dues petites petxines. Als peus de l'església es troba el cor sobre una volta de canó rebaixada. A la façana principal es troba la porta d'entrada d'arc rebaixat amb una motllura que la ressegueix; per sobre hi ha un òcul i un petit campanar d'espadanya d'un ull.

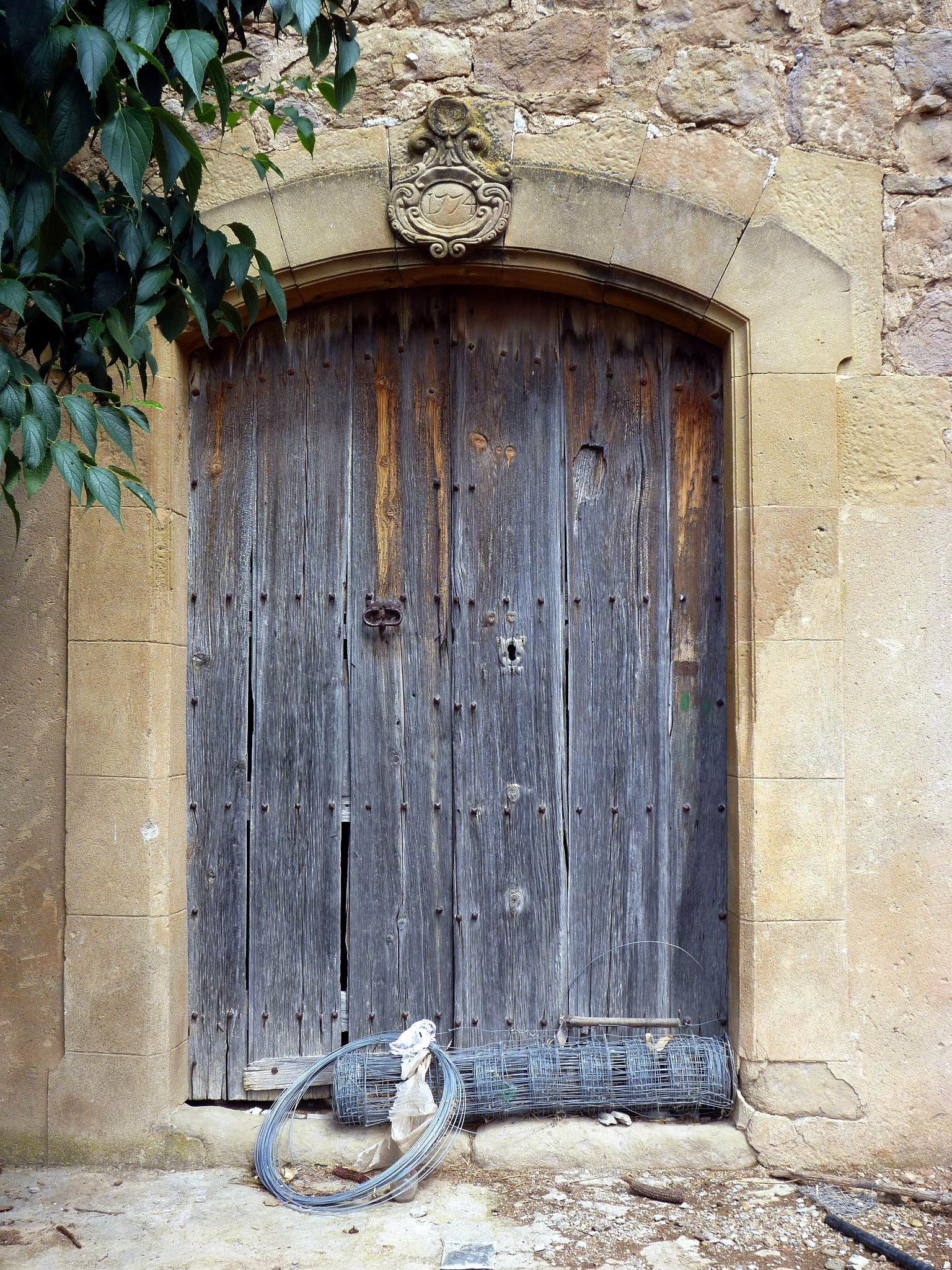
Porta de la capella